# Састроамиджойо, Али
Раден Али Састромиджойо (индон. Ali Sastroamidjojo, Ali Sastroamidjoyo) (21 мая 1903 года, Грабаг — 13 марта 1976 года, Джакарта) — индонезийский политический деятель. Премьер-министр Индонезии (1953—1955, 1956—1957), министр обороны Индонезии (1953—1955), министр национального образования Индонезии (1948—1949). Посол Индонезии в США, Канаде и Мексике (1950—1956). Постоянный представитель Индонезии при ООН (1957—1960).

## Биография
Али Састроамиджойо родился в Грабаге, Центральная Ява, в семье представителей индонезийской аристократии. Обучался в голландской средней школе, затем поступил в Лейденский университет, по окончании которого получил степень доктора права.
В 1948—1949 годах занимал пост министра национального образования в кабинете Мохаммада Хатты. Входил в состав индонезийской делегации на Гаагской конференции круглого стола. В 1950—1955 годах — на дипломатической работе; посол Индонезии в США, Канаде и Мексике. Дважды возглавлял правительство Индонезии — в 1953—1954 и 1956—1957 годах; в первом своём правительстве одновременно занимал пост министра обороны. Председательствовал на Бандунгской конференции. Представлял Индонезию на переговорах по заключению Договора о двойном гражданстве между КНР и Индонезией (1955). В 1957—1960 годах — постоянный представитель Индонезии при ООН. В 1960—1965 годах — председатель Национальной партии Индонезии.

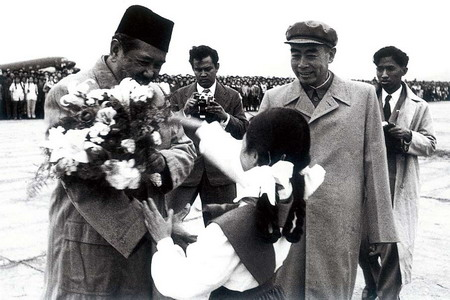
Премьер Госсовета КНР Чжоу Эньлай встречает прибывшего с визитом Али Састроамиджойо, 26 мая 1955 года.

Написал несколько книг о международных отношениях и внешней политике, в том числе такие, как «Введение в международное право» (индон. Pengantar Hukum Internasional, 1971), «Внешняя политика Индонезии» (индон. Politik Luar Negeri Indonesia Dewasa Ini, 1972), автобиографию «Вехи моего пути» (индон. Tonggak-tonggak Perjalananku, 1974) и книгу «Четыре индонезийских студента в Нидерландах» (индон. Empat Mahasiswa Indonesia di Negeri Belanda, 1975).
Умер в Джакарте, 13 марта 1976 года.

## Награды
- Национальный герой Индонезии;
- Орден «Звезда Махапутра» 2-й степени.